# Tarom
Tarom (Transports aériens roumains, en roumain : Transporturile Aeriene Române) (Code IATA : RO ; code OACI : ROT) est la compagnie aérienne nationale de la Roumanie.

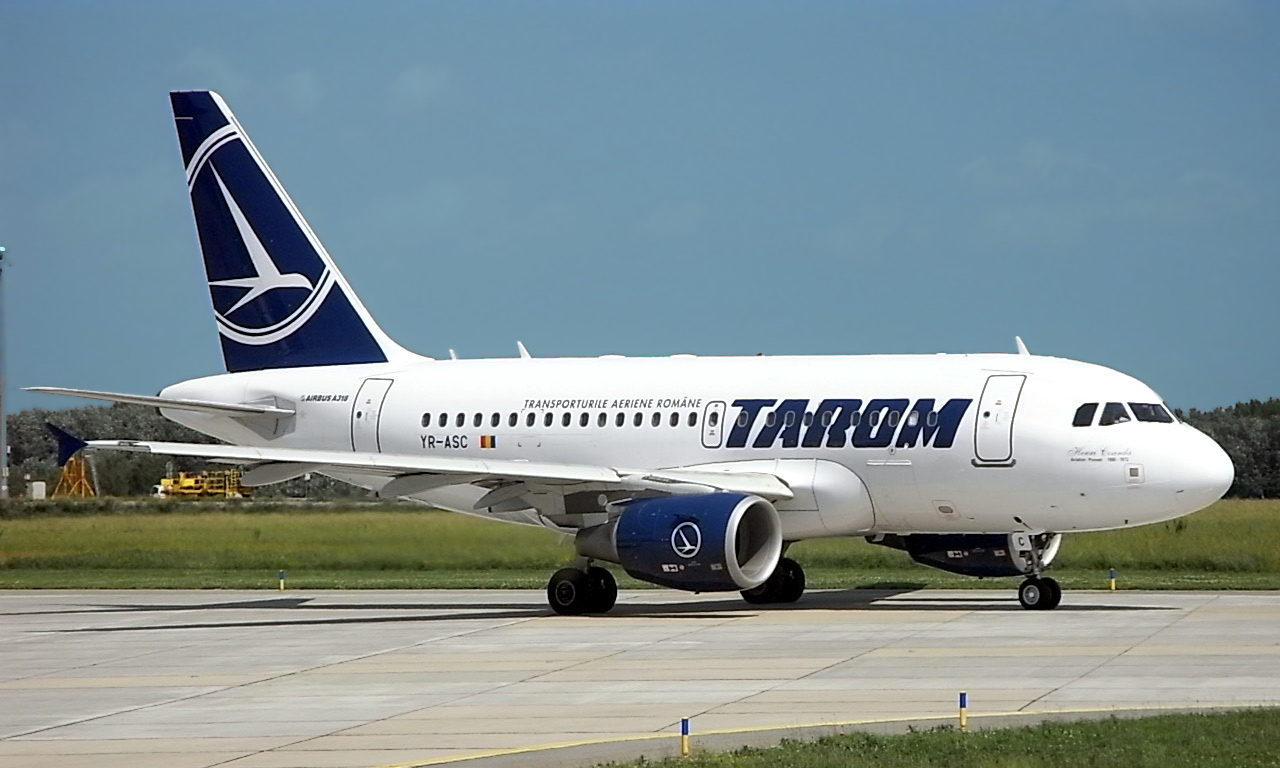
Un Airbus A318 de la TAROM.

La compagnie exploite des vols intérieurs et internationaux réguliers et charters à destinations de 53 aéroports en Europe, en Afrique et au Moyen-Orient. Le gouvernement roumain (ministère des Transports) détient 95 % de son capital. Elle a transporté 2,19 millions de passagers en 2012 avec une flotte de 24 appareils, ce qui en fait la deuxième compagnie du pays derrière la low cost Wizz Air. Elle est membre de l'alliance Skyteam depuis 2010.

## Histoire
La première compagnie nationale roumaine est fondée en 1920 sous le nom de CFRNA (Compagnie franco-roumaine de navigation aérienne), et s’occupe initialement de transport postal et de passagers entre Bucarest et Paris, à bord de Potez 15. Elle lance sa première ligne intérieure en 1925 vers Galați. Iași et Chișinău sont desservies l’année suivante. Elle devient SNNA (Serviciul Național de Navigație Aeriană) en 1928, puis LARES en 1930 (Liniile Aeriene Române Exploatate de Stat), avant de fusionner en 1937 avec sa concurrente SARTA (Societatea Anonimă Română de Transporturi Aeriene).
Le 8 août 1945, la compagnie renaît sous le nom de TARS (Transporturi Aeriene Româno-Sovietice), sous le contrôle des gouvernements roumain et soviétique. Ses premiers vols ont lieu en février 1946 depuis l’Aéroport international Aurel-Vlaicu de Bucarest, vers des destinations domestiques. Les actions de l’Union soviétique sont rachetées et le 18 septembre 1954, Tarom naît sous son nom actuel. En 1960, elle vole déjà vers plusieurs villes européennes. 1966 la voit effectuer son premier trajet au-dessus de l’océan Atlantique, et un tour du monde en 80 jours au départ de Bucarest (via Delhi, Bangkok, Tokyo, Honolulu, Los Angeles, Mexico, New York, Las Palmas, Rome et Istanbul), à bord d’un Iliouchine Il-18.
Tous ses avions sont de fabrication soviétique (elle a opéré des Li-2, Iliouchine Il-14, Iliouchine Il-18, Iliouchine Il-62, Antonov An-24 et Tupolev Tu-154) jusqu’en 1966, quand Tarom achète son premier BAC 1-11 pour desservir l’Europe (il sera fabriqué sous licence en Roumanie à partir de 1978). Son premier Boeing 707 rejoint sa flotte en 1974 et utilisé vers Bangkok, Singapour ou Pékin entre autres.
| - Le BAC 1-11 (ici photographié en 1971) a fait son entrée en 1966 dans la flotte de Tarom alors composée entièrement d'appareils de fabrication soviétique. - Iliouchine Il-18D de la compagnie à l'aéroport de Manchester en 1988. |

En 1974, elle lance des routes régulières vers New York-JFK, Pékin et Sydney (via Calcutta). En 1980, la capacité de transport de Tarom est double de celle cinq ans auparavant, et elle dessert 15 destinations intérieures.
À la suite de l'ouverture du Rideau de fer en 1989, Tarom acquiert plus d’avions occidentaux, dont des Airbus A310 utilisés par exemple vers Montréal ou Bangkok[réf. souhaitée]. Les années 1990 sont marquées par l'ouverture de nouvelles routes vers Chicago, Calcutta, Milan, Chișinau, Delhi, Vérone, Bologne, Salonique, Munich ou Stuttgart. Mais des dettes croissantes l’obligent à annuler les vols long-courriers non rentables, comme Bangkok, Montréal en 2001, Chicago en 2002 et New York ou Pékin en 2003. Après dix ans de pertes, Tarom redevient rentable en 2004 et lance deux ans plus tard la modernisation de sa flotte[réf. souhaitée], avec l’acquisition d’Airbus A318, de Boeing 737-800 et d'ATR 72-500.

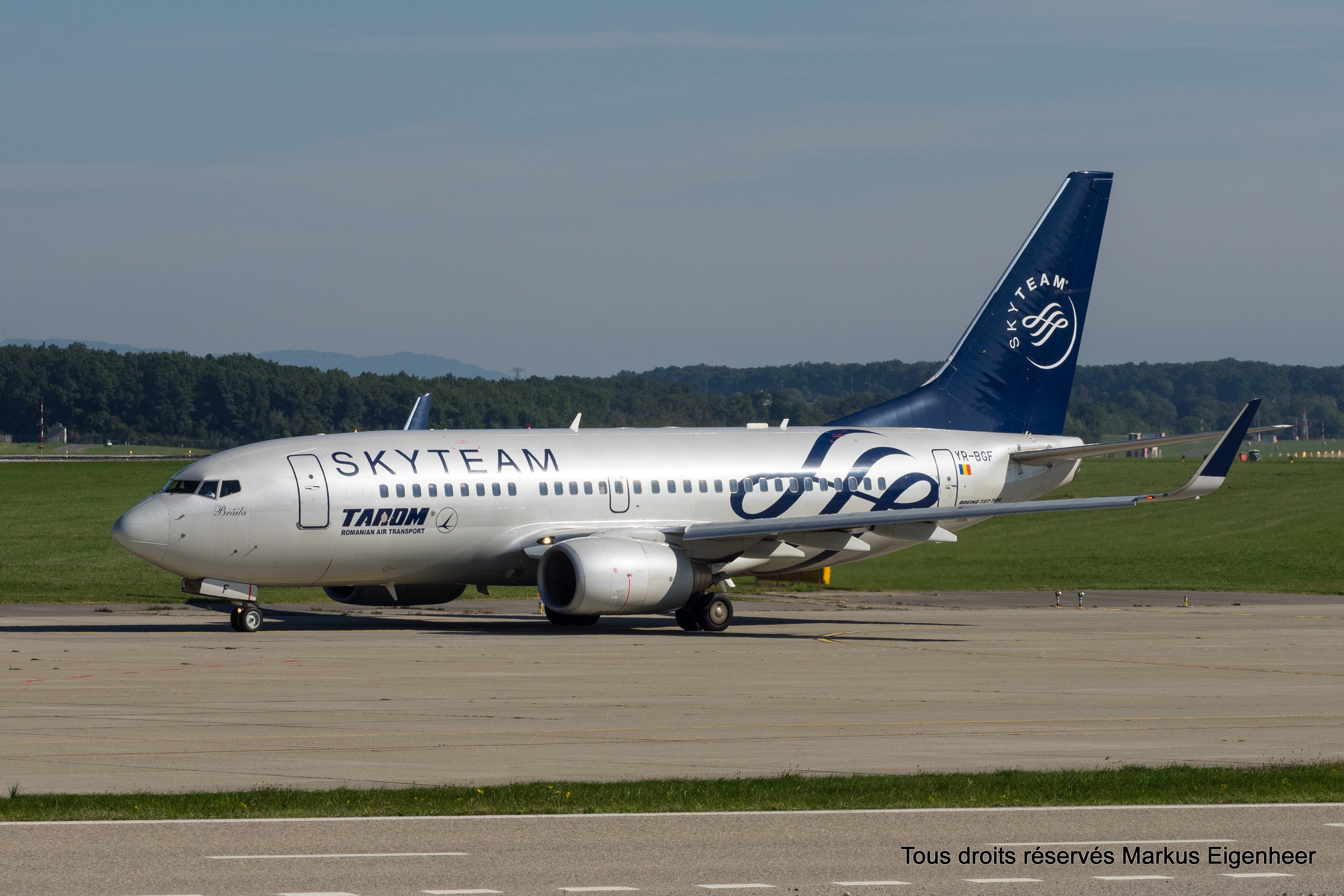
Un Boeing 737-700 de la Tarom aux couleurs de Skyteam.

Le 25 juin 2010, elle intègre l'alliance Skyteam et son programme de fidélité Miles Smart intègre le Flying Blue du groupe Air France-KLM.
Sous la direction du belge Christian Heinzmann occupant les postes de CEO et Accountable Manager de novembre 2012 jusqu'en mars 2016, la société a réduit ses pertes financières de plus de 75 %[réf. souhaitée], a augmenté son nombre annuel de passagers à un record de 2,4 millions[réf. souhaitée] et a stabilisé son coefficient d'occupation autour de 70 %[réf. souhaitée]. Cependant, de vastes réformes telles que le renouvellement et l'harmonisation de la flotte, ainsi que la création de centres de profit tels que les services TAROM Maintenance et TAROM Charter, n'ont pas été accomplies en raison d'un manque de décision du conseil d'administration de la société,.
Le 12 septembre, et le 29 octobre 2016, TAROM a retiré ses deux Airbus A310-300 restants après des derniers vols de Madrid à Bucarest. Les A310 sont remplacés par de nouveaux avions plus petits. En mai 2017, TAROM a reçu son premier des deux Boeing 737-800 loués. Deux autres anciens 737-800 de Malaysian Airlines ont été ajoutés à la flotte en 2018 et un contrat pour cinq Boeing 737 MAX 8 a été signé, les livraisons devant commencer en 2023. Le 27 décembre 2019, le ministère des transports a annoncé que 9 nouveaux ATR 72-600 loués à Nordic Aviation Capital pour une période de 10 ans remplaceraient les ATR 42-500 et 72-500 existants, fabriqués en 1999-2000, respectivement 2009. TAROM a reçu les quatre premiers avions en février 2020, le premier, immatriculé sous le code YR-ATJ, atterrissant à Bucarest le 18 février 2020 à 14 h 50 EET.
Le 27 octobre 2024 , TAROM retire également ses Airbus A318.

## Identité, logo et livrée
| - Un Tupolev revêtant la livrée des années 70 et 80. - Livrée sur un A310 en 1996. - Un A318 avec la livrée de la compagnie en 2020. |

Le logo de TAROM représente une hirondelle en vol, il a été introduit en 1954 et est utilisé sur tous les avions de la compagnie nationale depuis. Dans les années 1970, le logo est peint en rouge sur la queue des avions, avec une ligne rouge. La couleur bleue dominante sur les avions de Tarom a fait son apparition au début des années 1990 (sur l'Airbus A310). À cette époque, la livrée appliquée est un schéma globalement blanc avec les titres et la queue de l'avion tous deux peints en bleu foncé. La palette de couleurs actuelle (introduite en 2006 sur l'A318) est une version légèrement modifiée de la précédente, avec un logo agrandi sur l'aileron arrière, et les moteurs également peints en bleu foncé. Avec l'introduction des ATR en 2020, la livrée évolue légèrement à nouveau. Le bleu s'étend sur une plus large partie de l'arrière de l'avion englobant la queue et l'arrière du fuselage, tout l'empennage, l'hirondelle y est toujours plus grande.

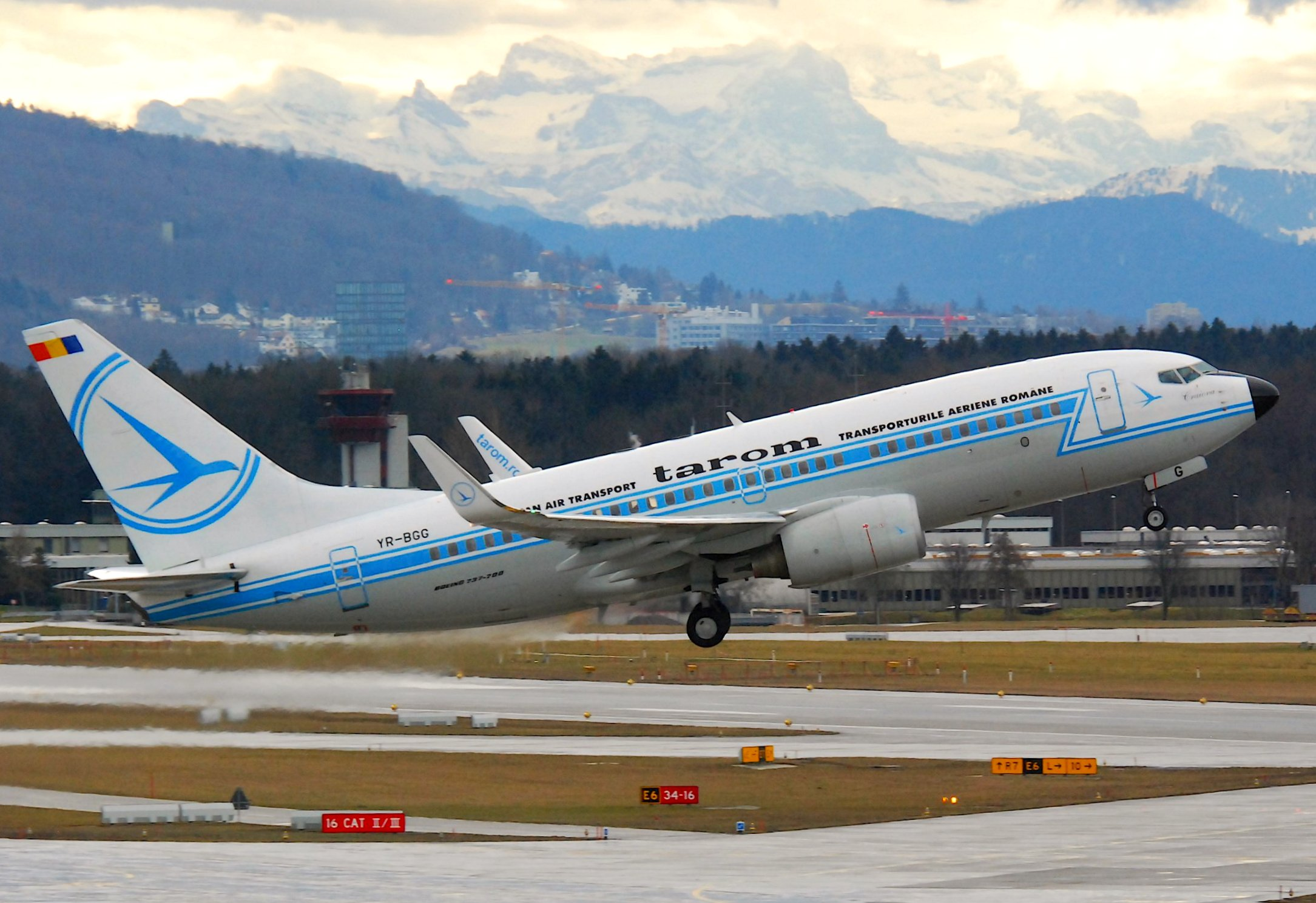
Livrée « Retro » datant des années 1950, reproduite pour rendre hommage à l'histoire de la compagnie.

En 2009, pour le 55e anniversaire de la compagnie aérienne, un Boeing 737-700 (YR-BGG « Craiova ») a été peint dans un jeu de couleurs rétro, représentant la première livrée de la compagnie aérienne utilisée dans les années 1950 sur les avions Lisunov Li-2.
Tous les avions de la flotte de la TAROM reçoivent un « nom » en rapport avec la Roumanie. Par exemple, les noms des avions ATR de la flotte portent des noms de fleuves de Roumanie, les avions Boeing portent les noms de villes roumaines, les avions long-courriers Airbus portent les noms de provinces historiques roumaines, tandis que les Airbus A318 portent les noms d'aviateurs roumains.

## Flotte

### Flotte actuelle

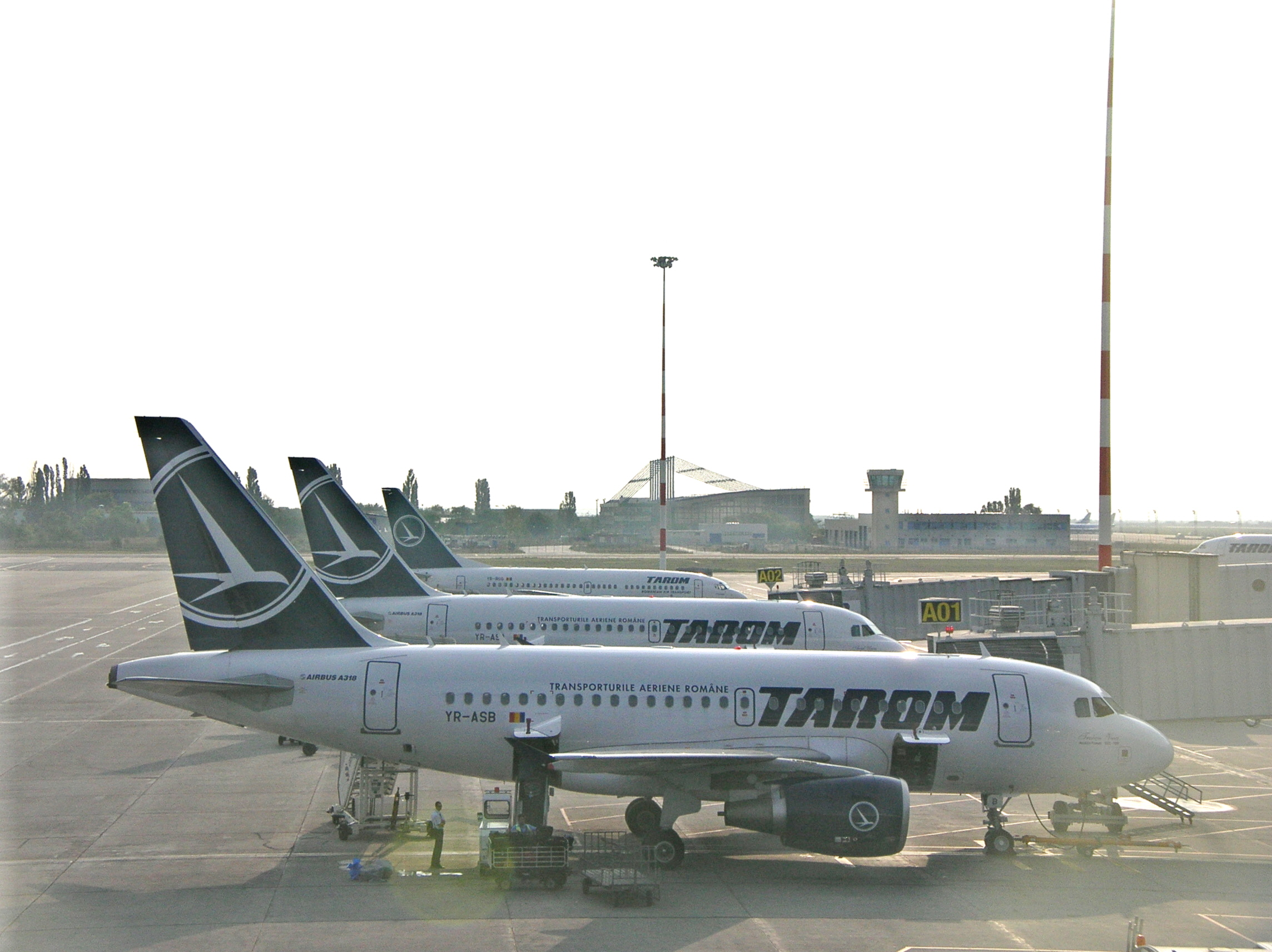
L'aéroport international Henri Coanda de Bucarest, hub de la Tarom.

Au 17 décembre 2020, la flotte de Tarom, d'une moyenne d'âge de 15,2 ans, comprend les avions suivants:

### Ancienne flotte
Tarom a opéré ces types d'avions durant son histoire :
- Airbus A310-300
- Antonov An-24
- BAC 1-11 Series 400
- BAC 1-11 Series 500
- Boeing 707
- Boeing 737-500
- Iliouchine Il-14
- Iliouchine Il-18
- Iliouchine Il-62
- McDonnell Douglas DC-10-30
- Potez 15
- Tupolev Tu-154

## Destinations
Tarom concentre ses opérations sur l’aéroport de Bucarest-Henri-Coandă (OTP) et l'aéroport international de Cluj-Napoca (CLJ). Elle a lancé des vols internationaux directs à partir de l'aéroport international de Sibiu (SBZ).

### Partage de codes

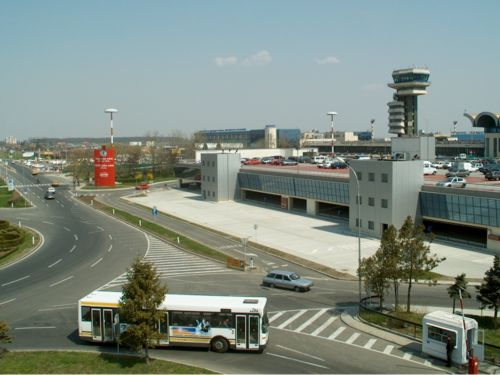
L'aéroport international Henri Coanda, hub de Tarom.

Tarom partage ses codes avec les compagnies aériennes suivantes (* indique ses partenaires de l’alliance SkyTeam) :
- Aeroflot*
- Air France*
- Air Moldova
- Alitalia*
- Austrian Airlines (Star Alliance)
- Brussels Airlines (Star Alliance)
- Bulgaria Air
- Cyprus Airways
- CSA Czech Airlines*
- Air Serbia
- LOT Polish Airlines (Star Alliance)
- KLM*
- Middle East Airlines*
- Olympic Air
- Royal Jordanian (Oneworld)

## Incidents et accidents
- Vol 381 Tarom : le 24 septembre 1994 un Airbus A310 en provenance de Bucarest, en fin d'approche pour la piste 26 à Orly (France) effectue une montée brutale, suivi d'un décrochage et d'un piqué vers le sol, que le pilote rattrape à 240 m du sol seulement. Les 186 passagers et membres d'équipage ne seront pas blessés. Une mauvaise gestion du pilote automatique est à l'origine de cet incident[18],[19].
- Vol 371 Tarom : crash d'un Airbus A310 juste après le décollage de Bucarest en 1995.